# XBEL
XBEL (da eXtensible Bookmarks Exchange Language) è un linguaggio di markup basato su XML per la memorizzazione e lo scambio di liste di segnalibri web organizzate per cartelle.
La sua struttura di base, molto semplice, è questa: (i tag presentati non sono gli unici implementati)
```
<xbel>

    
<title>
Titolo
 
del
 
foglio
</title>

    
<folder>

      
<title>
Titolo
 
cartella
</title>

      
<bookmark
 
href=
"indirizzo della pagina web"
>

        
<title>
Titolo
 
segnalibro
</title>

      
</bookmark>

    
</folder>

  
</xbel>

```

Come ogni linguaggio derivato da XML, anche XBEL può essere modificato tramite XSLT per essere trasformato in XHTML.